# Milaritgruppe

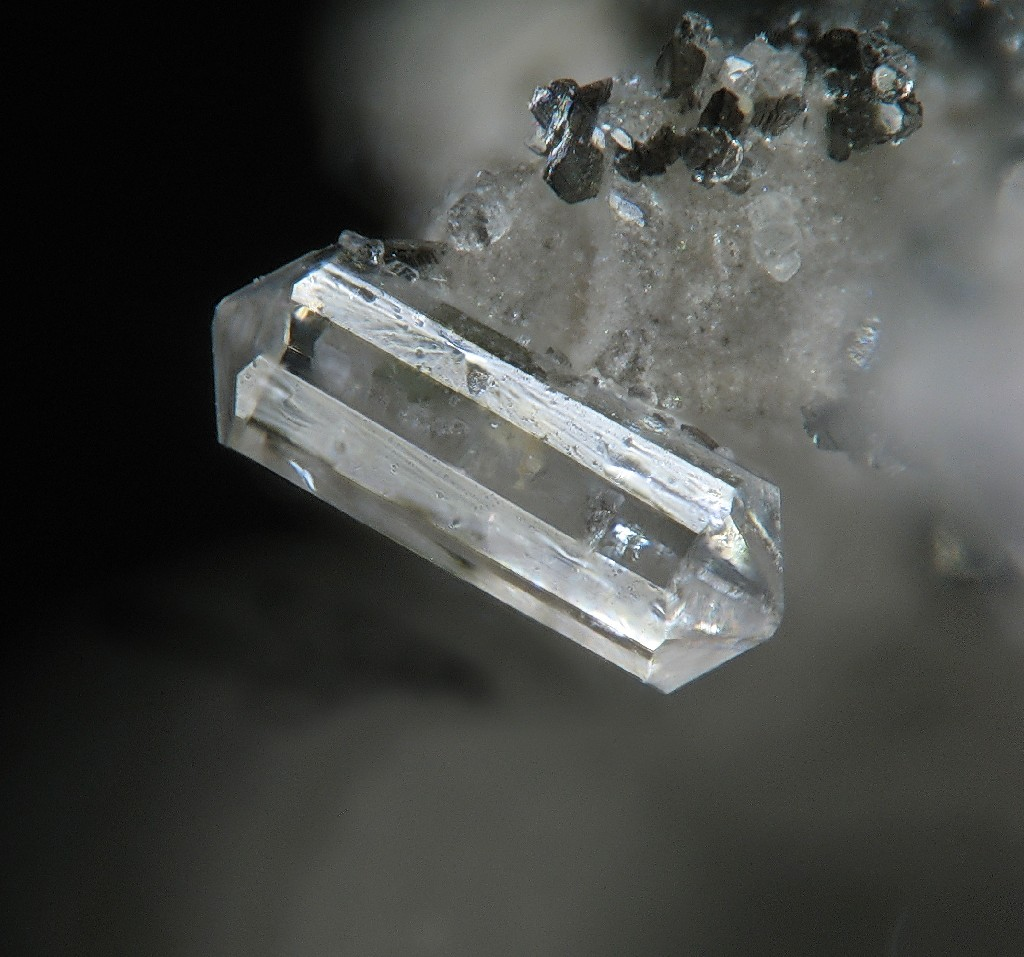
Milarit
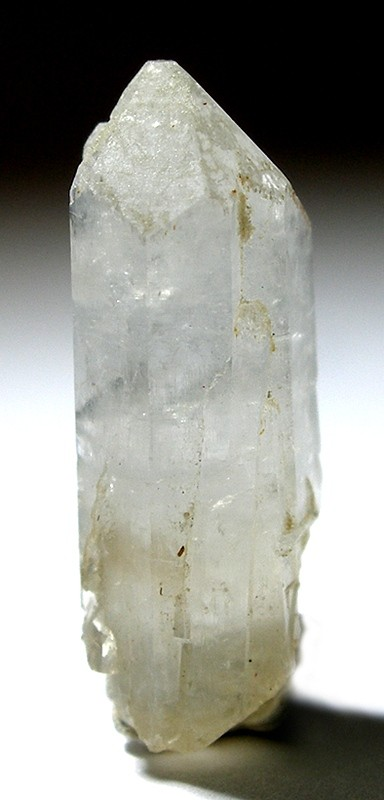
Armenit
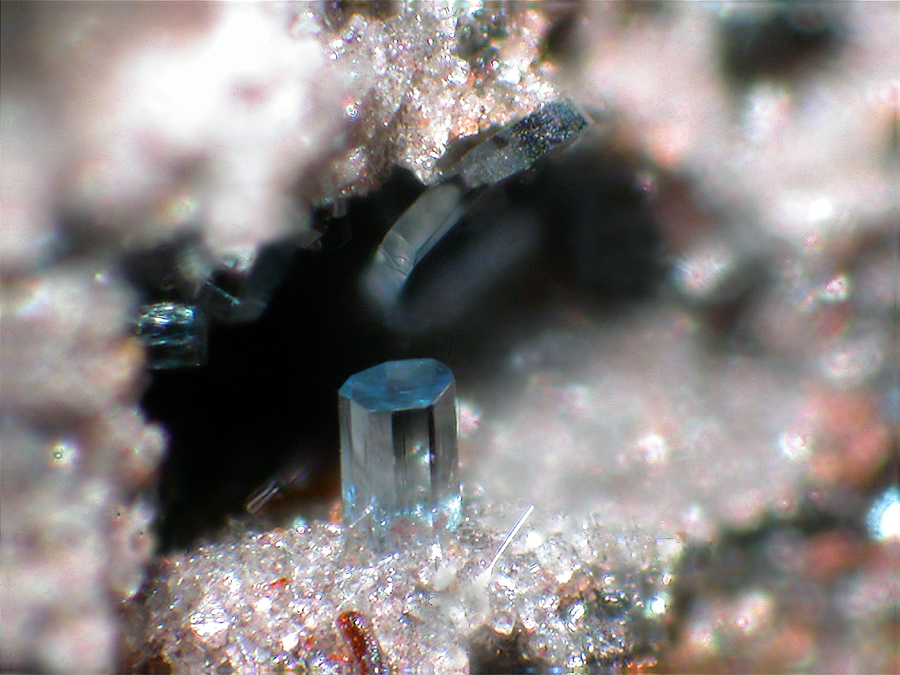
Osumilith-(Mg)
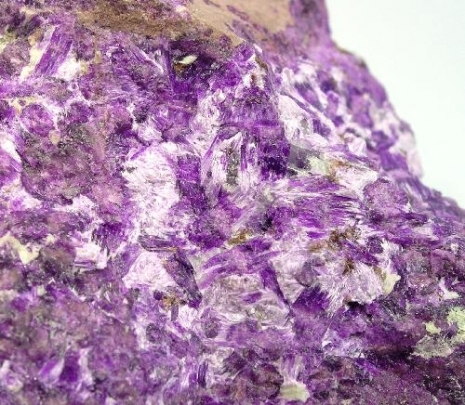
Sugilith
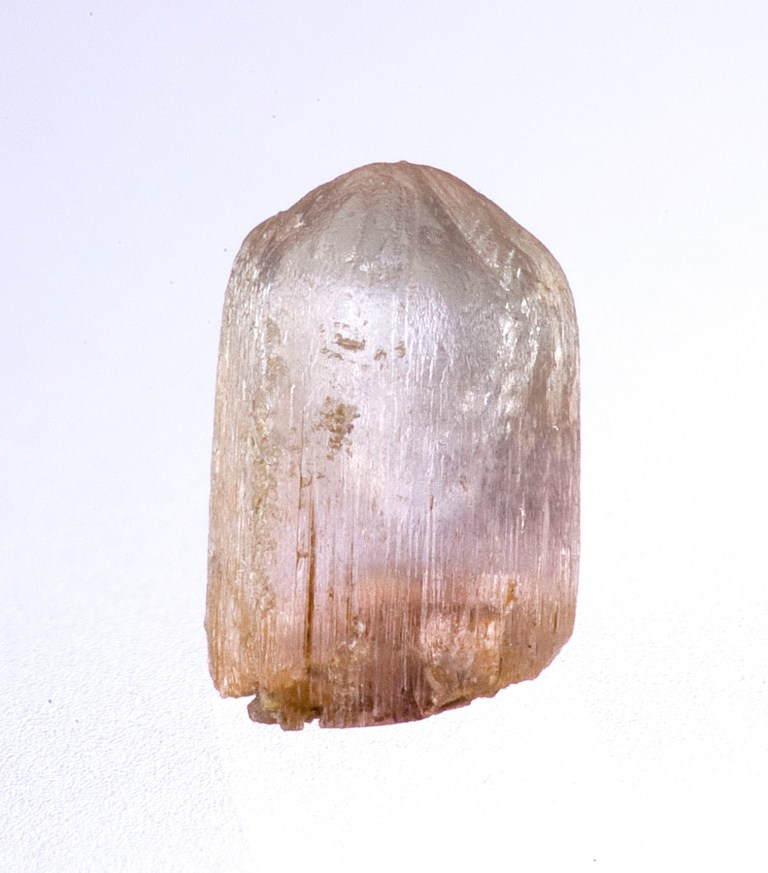
Poudretteit

Die Milaritgruppe (Osumilithgruppe, Milarit-Osumilith-Gruppe) ist eine Gruppe von Mineralen aus der Abteilung der Ringsilikate, die alle den gleichen strukturellen Aufbau haben. Ihre Zusammensetzung gehorcht der allgemeinen Formel:
C B2 A2 [T23T112O30].
In dieser Strukturformel repräsentieren die Großbuchstaben A, B, C, T1 und T2 unterschiedliche Positionen in der Milaritstruktur, mit
- C: K, Na, Ba, □ (Leerstelle)
- B: □, H2O, Na, K,
- A: Ca, Mg, Fe2+, Fe3+, Mn2+, Mn3+, Ti, Sn, Zr, Y, Yb, Sc, Na, Nb, Ta
- T2: Li, Be, Mg, Zn, Fe2+, Fe3+, Al, B
- T1: Si, Al

In ihren optischen und physikalischen Eigenschaften sind die Minerale der Milaritgruppe anderen Mineralen wie Quarz, Apatit, Beryll oder Cordierit, mit denen sie zusammen auftreten können, sehr ähnlich und werden daher oft übersehen.
Sie bilden sechsseitige prismatische bis plattige Kristalle oder unscheinbare, kleine Kriställchen oder körnige Aggregate. Je nach Zusammensetzung sind sie farblos, blass rosa, violett, blau, grün, oder braun mit gläsernem bis fettigem Glanz. Sie zeigen deutliche bis gute Spaltbarkeit senkrecht zu den Prismenflächen und sind mit einer Mohsschen Härte von 5–6 recht hart (2,5–3: Berezanskit, bis 7,5: Armenit).
Mit wenigen Ausnahmen (z. B. Milarit, Osumilith) sind die einzelnen Minerale dieser Gruppe sehr selten, insgesamt aber weltweit verbreitet. Sie kommen vor allem in Gesteinen vor, die in der Spätphase magmatischer Intrusionen gebildet werden: Pegmatite und hydrothermale Gänge.
- Milarit
- Armenit
- Osumilith-(Mg)
- Sugilith
- Poudretteit

## Etymologie und Geschichte

### Vom Zeolith zum Ringsilikat: Milarit und Armenit

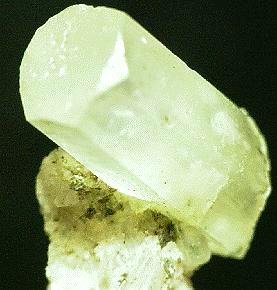
Milarit aus dem Val Giuv, Tujetsch, Vorderrhein Tal, Kanton Graubünden, Schweiz

Die Geschichte der Milaritgruppe beginnt mit ein paar Irrtümern – und gleich dem ersten verdankt sie ihren Namen. Der Schweizer Mineralienhändler G. R. Köhler erwarb in den 1860er Jahren im Tavetsch (Graubünden, Schweiz) einige Mineralstufen, als deren Fundort ihm das Val Milar genannt wurde. Der Mineraloge Gustav Adolf Kenngott „erkannte es bald für etwas Neues“, erwarb die Stücke 1869 und benannte das von ihm neu beschriebene Mineral nach dem vermeintlichen Fundort – Milarit. Giuvit nach dem Nachbartal Val Giuv wäre korrekt gewesen.
In seinem Brief vom 30. September 1869 an Gustav von Leonhard, Professor an der Universität Heidelberg und Herausgeber des Neues Jahrbuch für Mineralogie, Geologie und Paläontologie, beschrieb er Milarit als einen neuen Zeolith. Die „siedenden Steine“, so die Übersetzung von Zeolith, faszinierten derzeit die mineralogisch interessierte Gesellschaft und von Schottland bis Italien wurden neue Zeolithe entdeckt und wissenschaftlich beschrieben. Nur in der Schweiz wurden sie damals kaum gefunden, womit Kenngott seinen Bericht einleitete. Die Zuordnung zur Zeolithgruppe ist vor diesem Hintergrund und mit den damaligen analytischen Möglichkeiten nachvollziehbar, aber aus heutiger Sicht nicht korrekt.
Rund 60 Jahre später ergaben systematische Untersuchungen der Berylliumgehalte einer großen Anzahl von Mineralen, die an der Harvard University durchgeführt wurden, dass Beryllium ein essenzieller Bestandteil von Milarit ist.

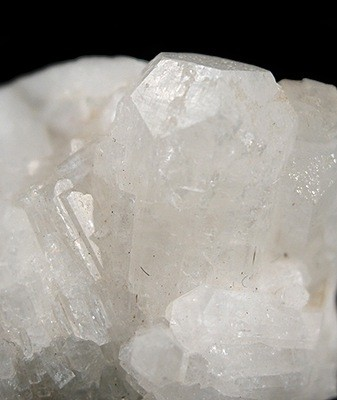
Armenit aus Isenwegg, Wasen Alp, Ganter Tal, Brig, Kanton Wallis, Schweiz

Die nächste Entdeckung eines Minerales aus der Milaritgruppe erfolge 1939 von Henrich Neumann an der Universität Oslo in Norwegen. Nicht ungewöhnlich für die oft verwechselten Minerale dieser Gruppe lag die Probe seit 1877, vom Mineralogiestudenten O. A. Corneliussen in der Armen-Mine bei Kongsberg gesammelt und als „Epidot?“ beschriftet, in der Sammlung des Osloer Institutes für Mineralogie. Neumann untersuchte die Fundstücke erneut und benannte das neue wasserhaltige Barium-Kalzium-Aluminiumsilikat ebenfalls nach dem Fundort: Armenit.
In einer weiteren Publikation zwei Jahre später zeigt er die Verwandtschaft von Armenit mit Milarit auf und stellt die Einordnung als Zeolith in Frage – die Entwässerungstemperatur ist mit 500 bis 600 °C für zeolithisches Wasser zu hoch. Eine systematische Einordnung unterlässt er jedoch mit Hinweis auf fehlende Röntgenstrukturanalysen.
Die Struktur klärten dann N. V. Belov und T. N. Tarkova 1949 und 1951 auf. Sie konnten Milarit als Doppelringsilikat beschreiben mit Be in einer weiteren Tetraederposition und erkannten die strukturelle Verwandtschaft mit Beryll.

### Von tiefen zu hohen Bildungstemperaturen: Osumilith

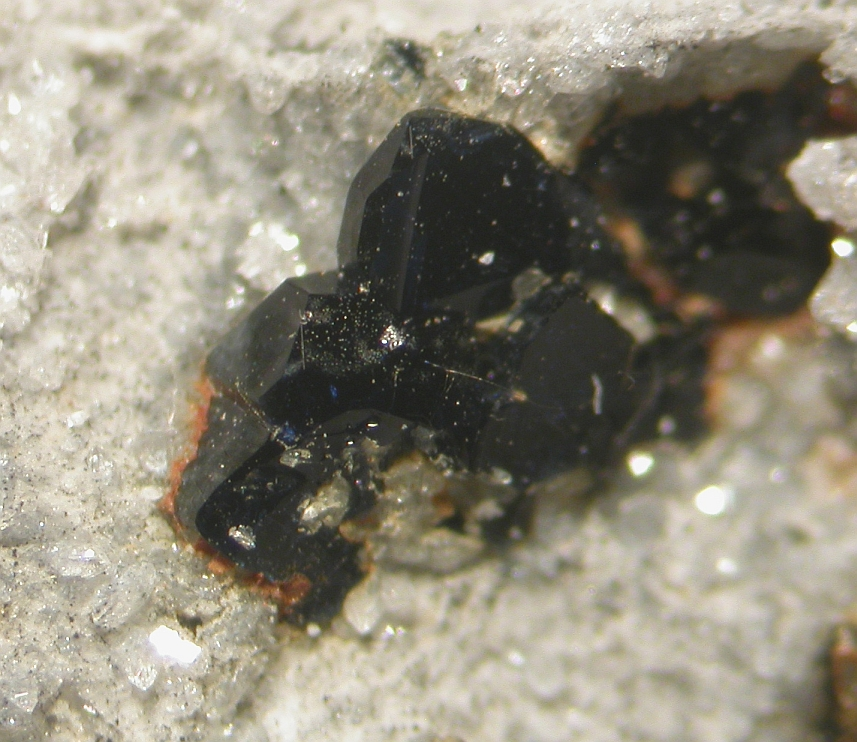
Osumilith aus Sakkabira, Halbinsel Ōsumi, Präfektur Kagoshima, Kyūshū, Japan

Die Minerale, die Akiho Miyashiro von der Universität Tokio 1951 untersuchte, stammten nicht aus niedrig temperierten, hydrothermalen Gängen, wie Milarit und Armenit, sondern waren eindeutig magmatischen Ursprungs. Sie stammten aus der feinkristallinen Grundmasse sowie kleinen Hohlräumen eines Rhyodazit aus der Provinz Ōsumi, Japan, wo sie zusammen mit Tridymit auftreten, was auf recht hohe Bildungstemperaturen schließen lässt. Folgerichtig wurden sie zunächst für ein lange bekanntes Mineral gehalten – Cordierit in diesem Fall oder eine Hochtemperaturmodifikation desselben. Bei genaueren Untersuchungen dieser ungewöhnlichen, optisch einachsigen „Cordierite“ konnte Miyashiro zeigen, dass es sich um ein neues Mineral aus der Milaritgruppe handelte und benannte es nach der Herkunft: Osumilith. Er äußerte auch den Verdacht, dass es sich bei vielen „Cordieriten“, die in den 50 Jahren zuvor in vergleichbaren Magmatiten beschrieben worden sind, ebenfalls um Osumilith handelt.

### Vom Anfang des Sonnensystems: Merrihueit, Roedderit, Yagiit
Die 1960er Jahre waren das extraterrestrische Jahrzehnt der Milaritgruppe. Bis dahin kannte man Minerale mit Milaritstruktur nur aus Gesteinen, die Produkte längerer Kristallisations- und Fraktionierungsprozesse waren, in deren Folge es zu Anreicherung unter anderem von Alkali- und Erdalkalimetallen wie Li, Na, K, Be, Ba oder auch H2O kommt. Meteorite hingegen sind sehr primitive Gesteine, die ganz am Anfang solcher Fraktionierungsprozesse stehen. Dennoch führten zahlreiche Untersuchungen des Mineralbestandes von Meteoriten weltweit dann zu Entdeckungen von Mineralen mit Milaritstruktur auch in diesem Umfeld.
1965 wurde im Mezö-Madaras Meteorit, gefallen am 4. September 1852 in Mezömadaras, Siebenbürgen, Rumänien das erste K- und Na-reiche Mineral in einem Meteoriten entdeckt: Merrihueit. Anders als alle bis dahin bekannten Minerale mit Milaritstruktur enthält es kein Aluminium.
1966 entdeckte man im Indarch Meteorit, gefallen am 7. April 1891 in Shusha, Autonome Republik Nachitschewan, Aserbaidschan, mit Roedderit das Mg-Analog von Merrihueit.
1968 führte die Untersuchung des Colomera Meteorit, ein Eisen-Meteorit, der 1910 bei Granada, Andalusien, in Spanien gefunden worden war, zur Entdeckung des Yagiit.
2006 brachte die Raumsonde Stardust Material vom Kometen 81P/Wild 2 zur Erde, das unerwartet auch Hochtemperaturminerale wie Roedderit enthielt.
2014 wurden poröse, chondritische Mikrometeorite aus dem antarktischen Schnee und Eis geborgen, die Proben interplanetarischer Staubpartikel gleichen, die von Flugzeugen in der Stratosphäre gesammelt wurden. Diese Staubpartikel repräsentieren das ursprünglichste Material aus der Entstehungszeit unseres Sonnensystems und enthielten neben Enstatit und Kosmochlor auch Roedderit.

### Von verschiedenen Enden der Welt: Eifel, Tørdal, Tadschikistan...
Fast so entlegen wie die Meteorite ist der Komplex alkalireicher Granitoide und deren Bor-reicher und SiO2-untersättigter Pegmatite im Alaigebirge in Tadschikistan. Die Moränen des Darai-Pioz-Gletscher sind die Typlokalität von 35 Mineralen, davon 5 aus der Milaritgruppe:
- 1969: Sogdianit[17][18]
- 1975: Darapiosit[19][20]
- 1994/95: Dusmatovit[21][22]
- 1996: Berezanskit[23][24]
- 1998: Shibkovit[25][26]

Das bislang letzte Mineral der Milaritgruppe, Agakhanovit-(Y), wurde 2013 im Heftetjern-Pegmatit, Tørdal, Norwegen entdeckt. Nur wenige Jahre zuvor, 2006, wurde von dort bereits Oftedalit beschrieben, ein Scandium-haltiges Mitglied der Milaritgruppe.

## Vorkommen
Die hohe Variabilität der Zusammensetzungen spiegelt sich in der Unterschiedlichkeit der geologischen Milieus, in denen Minerale der Milaritgruppe anzutreffen sind, wider. Meist sind das alkalireiche Magmatite, Pegmatite und hydrothermale Lösungen oder Xenolithe in syenitischen Brekzien, wo sie bei niedrigen Drucken und Temperaturen oft unter 300 °C kristallisieren, aber auch saure Magmatite (Osumilith), granulitfazielle Metamorphite (Osumilith), metamorphe Manganlagerstätten (Sugilith) und Meteorite (Yagiit, Roedderit, Merrihueit).
Diesem sehr großen Stabilitätsbereich von Mineralen der Milaritgruppe stehen oft nur wenige dokumentierte Vorkommen der einzelnen Minerale gegenüber. Dies wird darauf zurückgeführt, dass diese Minerale leicht mit häufigen Mineralen gleichen Vorkommens verwechselt werden können, z. B. mit Quarz, Apatit, Cordierit oder Beryll. Viele Minerale dieser Gruppe sind erst in den letzten 30 Jahren entdeckt worden und es wird davon ausgegangen, dass die Minerale dieser Gruppe sehr viel verbreiteter sind als bislang bekannt.

## Kristallstruktur
Die Minerale der Milaritgruppe sind meist hexagonal mit der Raumgruppe P6/mcc (Raumgruppen-Nr. 192) (P6/mmm (Nr. 191): Almarudite) mit den Gitterparametern a = 9,903 Å (Berezanskit) bis 10,505 Å (Shibkovit) und c = 13,48 Å (Poudretteit) bis 14,39 Å (Darapiosit) sowie zwei Formeleinheiten pro Elementarzelle.
Geordneter Einbau von Al in die Silikat-Doppelringe und H2O auf der B-Position führen beim Armenit zu erniedrigter orthorhombischer Symmetrie mit der Raumgruppe Pnna (Raumgruppen-Nr. 52) und 4 Formeleinheiten pro Elementarzelle.

### T1: Silikat-Anion

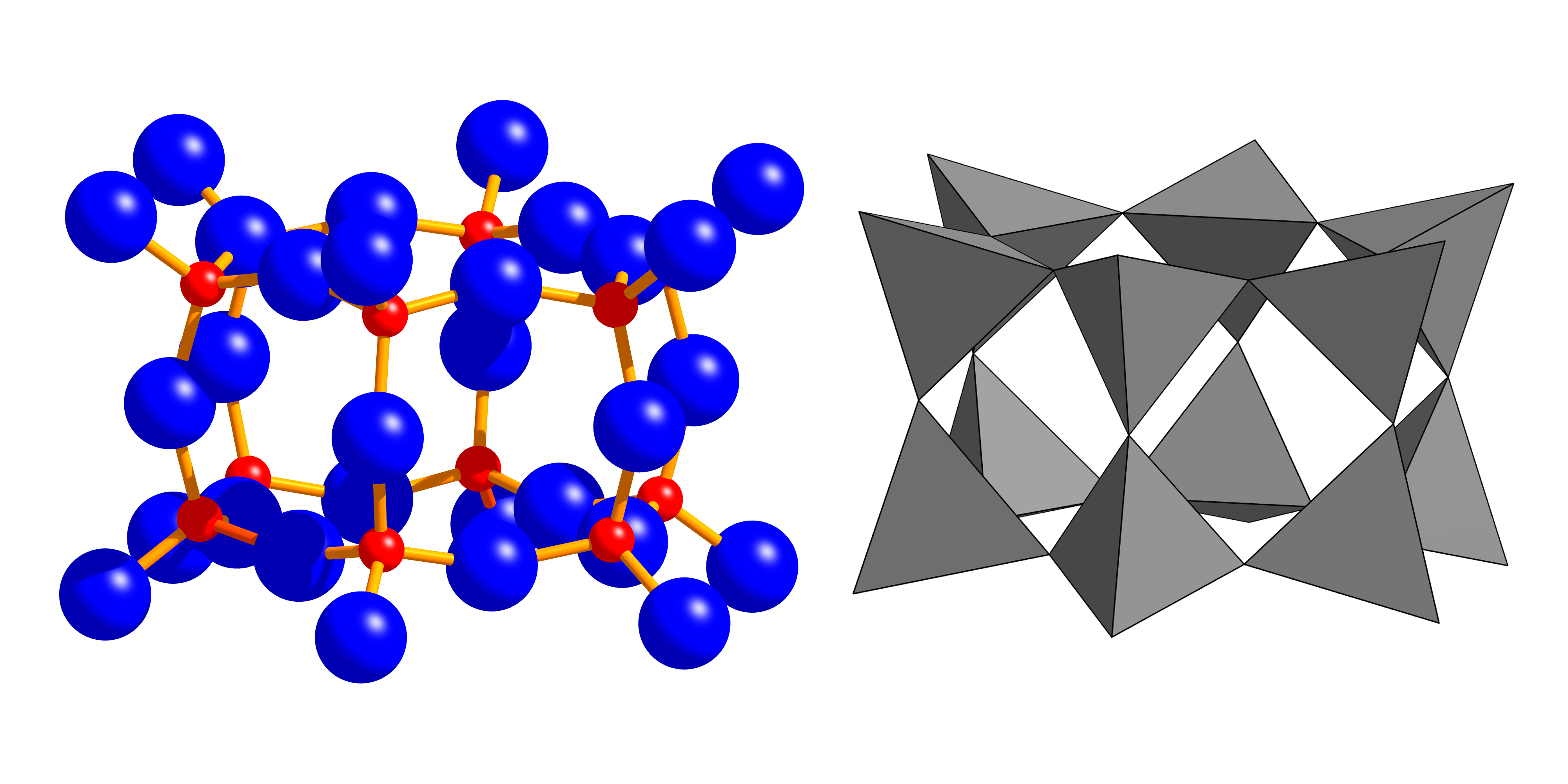
Milaritstruktur: 6er Doppelring der T1-Position:
Links: Atome (Rot: Silizium, Blau: Sauerstoff)
Rechts: Koordinationspolyeder

Die T1-Position ist tetraedrisch von 4 Sauerstoffanionen umgeben. Das Kation, vorwiegend Si4+, sitzt im Zentrum und die Sauerstoffanionen auf den Ecken eines Tetraeders. Sechs dieser Tetraeder sind über gemeinsame Ecken, d. h. Sauerstoffionen, zu Ringen verknüpft und zwei dieser Ringe wiederum über Ecken zu Doppelringen. Diese 6er-Doppelring-Silikatanionen sind nicht direkt, d. h. über Si-O-Si-Bindungen, miteinander verbunden und die Minerale der Milaritgruppe werden daher in den Klassifikationen von Dana und Strunz zu den Ringsilikaten gezählt.

### T2: Gerüststruktur

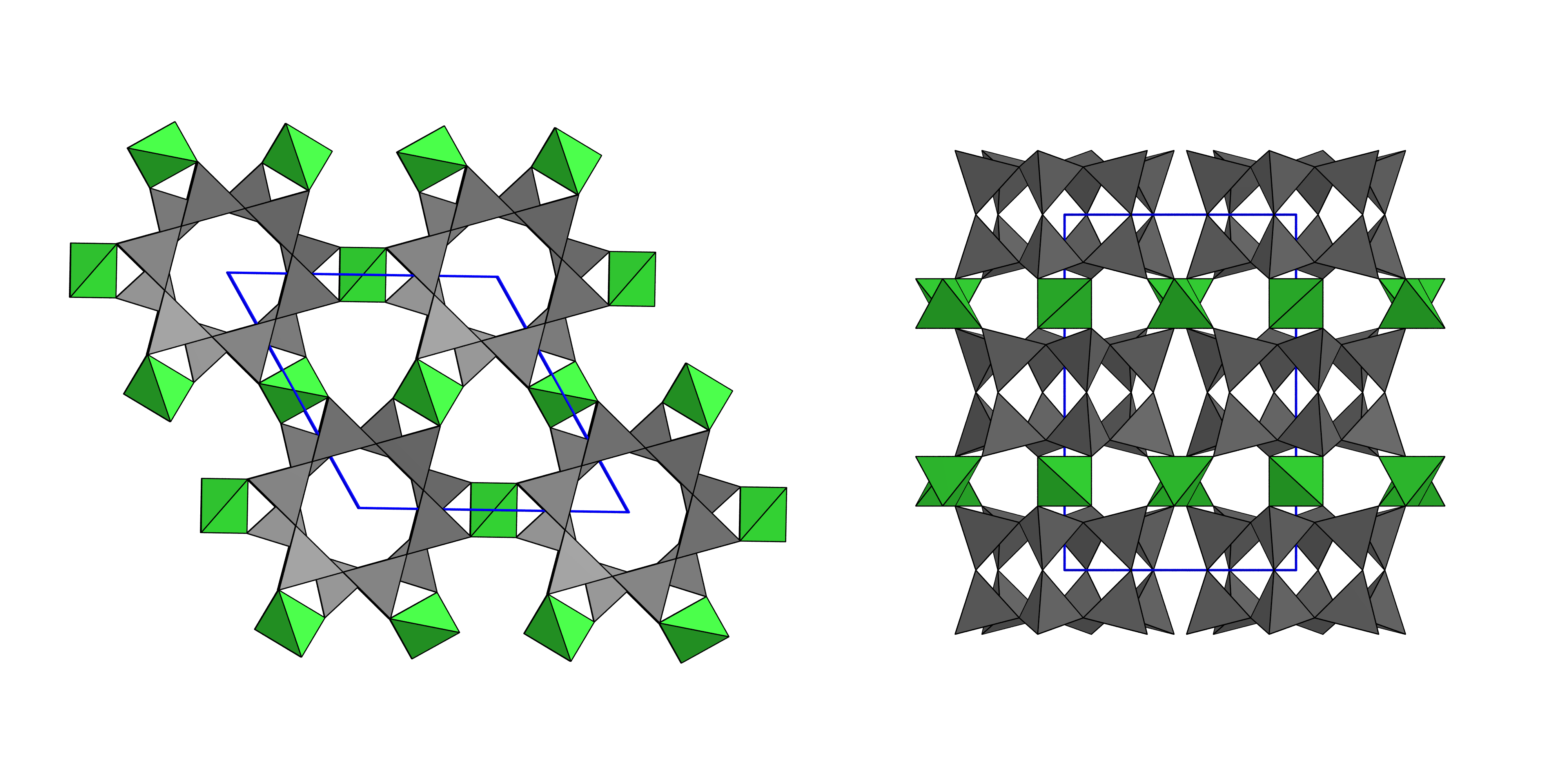
Milaritstruktur: T2-Position - Tetraedergerüst, Blick entlang der c-Achse (links) und a-Achse (rechts)
Grau: T1-6er-Doppelring
Grün: T2-Tetraeder

Die T2-Position ist ebenfalls tetraedrisch von 4 Sauerstoffanionen umgeben. Sie liegt zwischen den T1-6er-Doppelringen und ist mit jeder Tetraederecke mit einer T1-Position verbunden. Jeder T2-Tetraeder verknüpft über gemeinsame Ecken vier T1-Doppelringe miteinander zu einem vierfach verbundenen, dreidimensionalen TO2-Gerüst. Nach den Systemen von Zoltai und Liebau zählt die Milaritstruktur zu den Gerüststrukturen.
Theoretisch gibt es eine ganze Reihe von Gerüststrukturen vierfach verknüpfter Tetraeder mit Doppelringen, von denen nur wenige in Mineralstrukturen vorkommen. Die einzige weitere natürlich vorkommende Tetraeder-Gerüststruktur mit Tetraeder-Doppelringen ist die des Steacyit mit 4er-Doppelringen. Eine weitere mit dem Milarit eng verwandte Gerüststruktur, 6er-Einfachringe, die über weitere Tetraeder zu vierfach verknüpften Gerüsten verbunden sind, findet man bei den Mineralen der Beryll-Gruppe und beim Cordierit.

### C-Position
Die vorwiegend von Kaliumionen (K+) besetzte C-Position ist von 12 Sauerstoffionen umgeben. Sie liegt zwischen zwei 6er-Doppelringen im Zentrum der Ringe und ist der K-Position in Glimmern sehr ähnlich.

### B-Position
Die oftmals leere oder partiell mit Wasser oder Na+ besetzte Position ist von 9 Sauerstoffionen umgeben und insbesondere bei wasserhaltigen Mineralen dieser Gruppe in zwei Subpositionen aufgespalten, die entlang der c-Achse übereinander liegen und von denen jeweils nur eine besetzt ist. Die B-Position füllt den Hohlraum zwischen drei 6er-Doppelringen auf Höhe der Ringe.

### A-Position
Die A-Position ist mit 6 Sauerstoffionen in Form eines verzerrten Oktaeders umgeben. Diese Position ist ebenso wie die B-Position in zwei Subpositionen entlang der c-Achse aufgespalten. Diese Position liegt ebenfalls in den in c-Richtung verlaufenden Kanälen zwischen zwei B-Positionen auf Höhe der T2-Positionen.
Je nach den, welche Kationen auf dieser Position eingebaut werden, kann die Verzerrung der Sauerstoffumgebung sehr unterschiedlich sein. Werden hier große, niedrig geladene Kationen eingebaut, wie z. B. Ca2+ beim Milarit, ist die Verzerrung der Koordination hoch. Werden kleine, hoch geladene Kationen eingebaut, wie z. B. Fe3+ beim Sugilit, ist die A-Position sehr symmetrisch von 6 Sauerstoffen auf den Ecken eines nahezu unverzerrten Oktaeders umgeben.
Ebenso verhält sich die benachbarte T2-Position. Befinden sich dort niedrig geladene Kationen wie Li+ im Sugilith, ist das T2-Tetraeder extrem verzerrt, mit hoch geladenen Kationen wie Al3+ ist die Verzerrung nur gering.
Die vergleichsweise starren Silikat-Doppelringe werden durch die chemisch variablen und in ihrer Form flexiblen Positionen A und T2 verbunden. Deren Flexibilität trägt wesentlich zu der großen Stabilität der Milaritstruktur under verschiedensten Druck- und Temperaturbedingungen bei und ermöglicht eine große Varianz der Zusammensetzung.

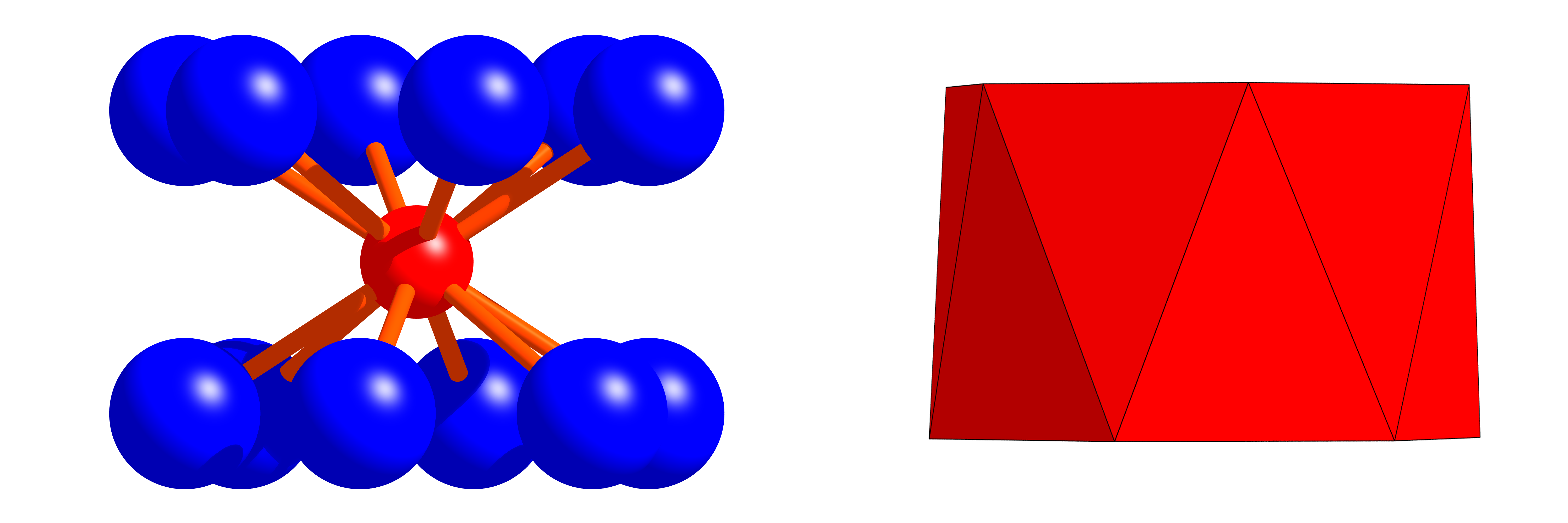
Milaritstruktur: C-Position links: Atome (Rot: Kation; Blau: Sauerstoff) rechts: Koordinationspolyeder
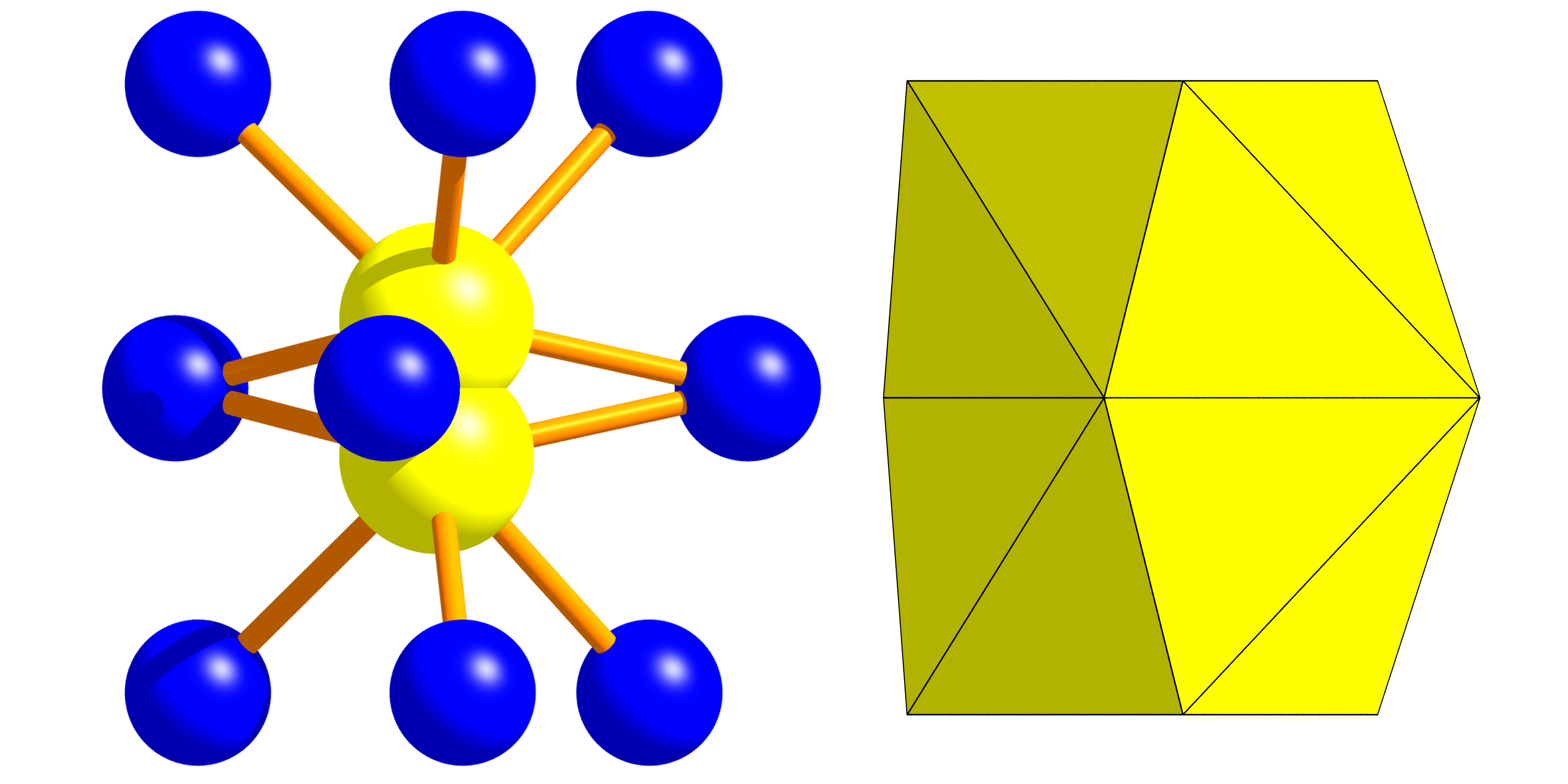
Milaritstruktur: B-Position links: Atome (Gelb: aufgespaltene Kationenposition, Blau: Sauerstoff) Rechts: Koordinationspolyeder
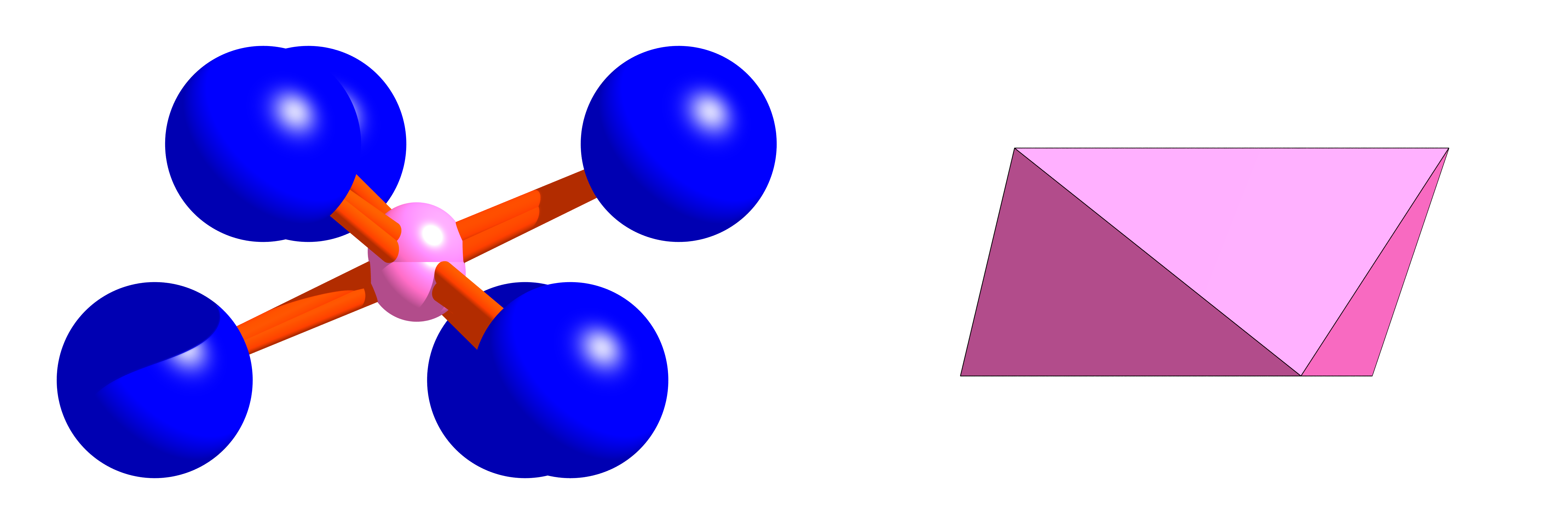
Milaritstruktur: A-Position links: Atome (Pink: aufgespaltene Kationenposition, Blau: Sauerstoff) Rechts: Koordinationspolyeder
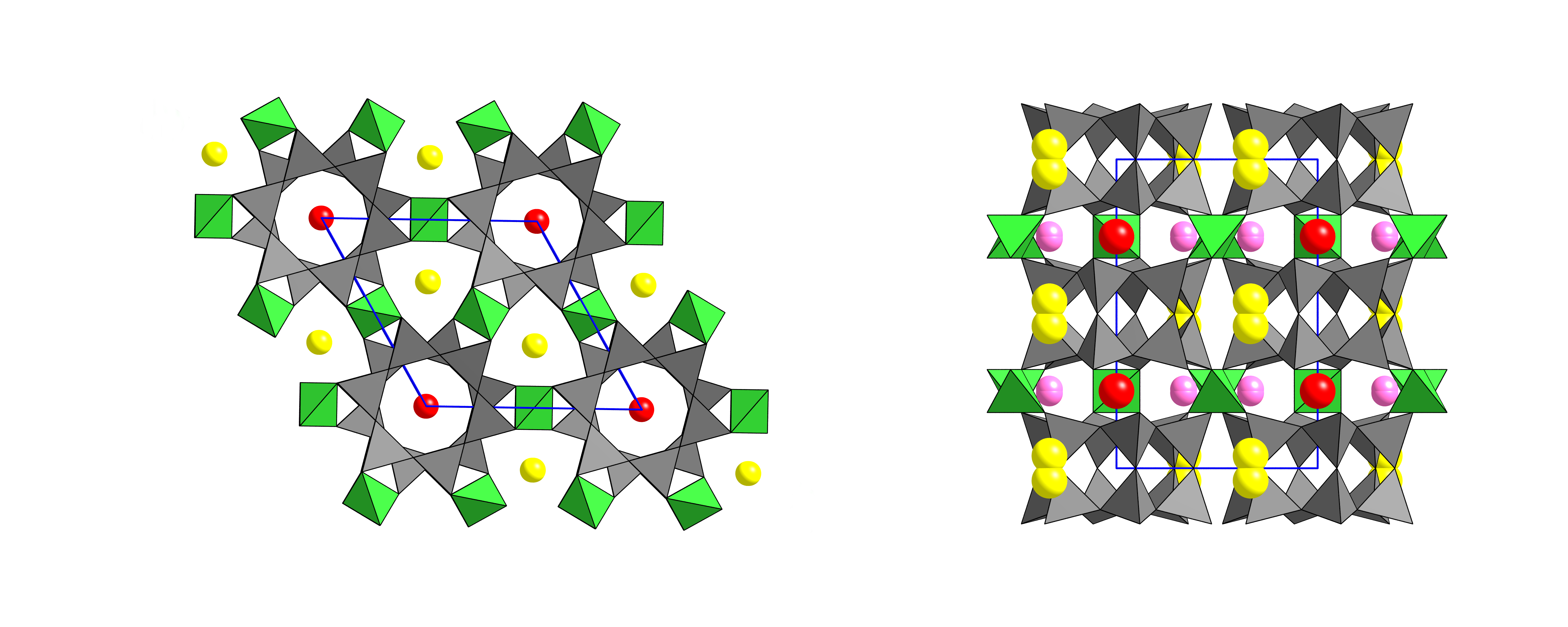
Milaritstruktur: Blick entlang der c-Achse (links) und entlang der a-Achse (rechts). Grau: 6er-Doppelringe der T1-Position Grün: T2-Tetraeder Rot: C-Position Gelb: aufgespaltene B-Position Pink: aufgespaltene A-Position

## Chemismus
Die Vielzahl der verschiedenen Minerale der Milaritgruppe (Stand 2024: 25) geht im Wesentlichen auf Variationen in der Besetzung der T2- und A-Position zurück. Die 12-fach koordinierte C-Position ist fast immer voll mit Kalium besetzt und die variablen Gehalte an Leerstellen und Na-Ionen auf der B-Position gleichen kleinere Ladungsdefizite- oder Überschüsse anderer Positionen aus.
Eine chemographishe Untersuchung des Milarit-Strukturtyps ergab 34 grundlegende Ladungsverteilungen mit 12 Si4+ auf der T1-Position und 39 grundlegende Ladungsverteilungen für gemischte Besetzung der T1-Position mit Si4+ und Al3+. Als grundlegende Ladungsverteilung ("root-charge arrangements") wird hier das Verteilungsmuster von Kationenladungen auf die Gitterpositionen einer Kristallstruktur verstanden, die die Bedingungen für eine Endgliedzusammensetzung erfüllen (Elektroneitralität, Strukturbezug, Invarianz, Ordnung).
In den folgenden Tabellen sind die Minerale der Milaritgruppe gruppiert nach diesen grundlegenden Ladungsverteilungen. Sortiert sind diese Untergruppen aufsteigend nach der Summe der Ladungen der Positionen A, B, und C, bzw. absteigend nach der Ladung des Strukturgerüsts aus den Tetraederpositionen T1 und T2. Die rechte Spalte gibt die empirischen Zusammensetzungen an, wie sich aus einer Normierung der gemessenen Konzentrationen auf 30 Sauerstoffe ergeben. Kleine Abweichungen von der zu erwartenden Stöchiometrie, wie z. B. etwas mehr als 12 Si-Ionen, können dabei auftreten. In den übrigen Spalten ist die Endgliedzusammensetzung mit einer Zuordnung zu den Kationenpositionen wiedergegeben.
| Name                                                                         | C  | B2   | A2          | T23      | T112    | Zusammensetzung |
|                                                                              | M+ | M02  | M+2         | M3+3     | M4+12   | |
| ---------------------------------------------------------------------------- | -- | ---- | ----------- | -------- | ------- | --- |
| Poudretteit                                                                  | K  | □2   | Na2         | B3       | Si12O30 | K1,00 (Na1,87K0,04) B3,05Si12,14O30                                                                                     |
|                                                                              | M+ | M02  | M2+2        | M2+2M3+  | M4+12   | |
| Milarit                                                                      | K  | □2   | Ca2         | Be2Al    | Si12O30 | K2,09Na0,3Ca4,17Be4,19Al1,83Si23,85O60                                                                                  |
| Laurentthomasit                                                              | K  | □2   | Mg2         | Be2Al    | Si12O30 | |
| Almarudit                                                                    | K  | □2   | Mn2         | Be2Al    | Si12O30 | K0,86Na0,21 (Mn1,03Fe0,62Mg0,38Ca0,02) (Be2,07Al0,80Zn0,03) Si12,05O30                                                  |
| Chayesit                                                                     | K  | □2   | Mg2         | Mg2Fe3+  | Si12O30 | K (K0,14Na0,10) (Mg3,29Fe2+0,67Mn0,04) (Fe3+0,64Fe2+0,29Al0,04Ti0,03) Si12O30                                           |
|                                                                              | M+ | M+M0 | M2+2        | M2+3     | M4+12   | |
| Roedderit                                                                    | K  | Na□  | Mg2         | Mg3      | Si12O30 | (Na1,30K0,69)(Mg4,86Fe0,27) (Al0,07Si11,88)O30                                                                          |
| Merrihueit                                                                   | K  | Na□  | Fe2+2       | Fe2+3    | Si12O30 | K0,47 Na0,38Ca0,06 Mn0,08 Mg1,27Fe3,85Al0,02 Si12O30                                                                    |
| K-Merrihueit                                                                 | K  | K□   | Fe2+2       | Fe2+3    | Si12O30 | hypothetisches Endglied                                                                                                 |
| Disodium pentamagnesium closo-30-oxododecasilicate (synthetisch)             | Na | Na□  | Mg2+2       | Mg2+3    | Si12O30 | (Na0,6□0,4)(Na1,4□0,6)Mg2Mg3Si12O30                                                                                     |
| Rubidium sodium pentamagnesium dodecasilicate (synthetisch)                  | Rb | Na□  | Mg2+2       | Mg2+3    | Si12O30 | RbNaMg2Mg3 Si12O30 |
| synthetischer Mn-Milarit                                                     | K  | Na□  | Mn2+2       | Mn2+3    | Si12O30 | |
| Disodium trimagnesium dicopper closo-30-oxododecasilicate (synthetisch)      | □  | Na2  | Mg2+2       | Mg2+ Cu2 | Si12O30 | (□0,6Na0,4)(Na1,6 □0,4)(Mg1,85Cu0,15)(Mg1,15 Cu1,85)Si12O30                                                             |
| Dipotassium trimagnesium dicopper closo-30-oxododecasilicate (synthetisch)   | K  | K□   | Mg2+2       | Mg2+ Cu2 | Si12O30 | K(K □) (Mg1,75Cu0,25)(Mg1,25Cu1,75)Si12O30                                                                              |
| Dusmatovit                                                                   | K  | Na□  | Mn2+2       | Zn3      | Si12O30 | K(Na0,64K0,36□)(Mn1,52Zr0,24Y0,24)(Zn2,28Li0,72)Si12O30                                                                 |
| Shibkovit                                                                    | K  | K□   | Ca2         | Zn3      | Si12O30 | K(K1,20□0,80) (Ca1,26Mn0,40Na0,39Fe0,01)Zn3,01(Si12,01Al0,01)O30                                                        |
| Friedrichbeckeit                                                             | K  | Na□  | Mg2         | Be3      | Si12O30 | K0.87 Na0.86 (Mg1,57Mn0,28Fe0,24)Σ2,09(Be1,83Mg1,17)Σ3,00 [Si12O30]                                                     |
| synthetisch                                                                  | K  | Na□  | Mg2         | Zn3      | Si12O30 | K(Na□)Mg2(MgZn2)Si12O30                                                                                                 |
| synthetisch                                                                  | Rb | Na□  | Mg2         | Zn3      | Si12O30 | Rb(Na□)Mg2(MgZn2)Si12O30                                                                                                |
|                                                                              | M+ | M+2  | M2+M+       | M2+3     | M4+12   | |
| Eifelit                                                                      | K  | Na2  | MgNa        | Mg3      | Si12O30 | (K0,92Na0,08) (Na1,82□0,18) (Mg1,20Na0,80) (Mg2,78Zn0,05Cu0,02Mn2+0,08Fe2+0,03Al0,04) (Si11,92Al0,08)O30                |
|                                                                              | M0 | M02  | M3+2        | M2+3     | M4+12   | |
| Trattnerit                                                                   | □  | □2   | Fe3+2       | Mg3      | Si12O30 | C(Na0,01K0,07) A,T2(Fe3+1,99Ti0,01Mg2,46Fe2+0,30Mn2+0,08Zn0,05Al0,04) T1[Si12O30]                                       |
|                                                                              | M+ | M02  | M2+M3+      | M2+3     | M4+12   | |
| Agakhanovit-(Y)                                                              | K  | □2   | Ca Y        | Be3      | Si12O30 | K1.00 (H2O)0.92Na0.02 (Y0.89Yb0.01Ca1.06)∑1.96 (Be2.93Al0.07)∑3.00 Si12.02O30                                           |
| Agakhanovit-(Ce)                                                             | K  | □2   | Ca Ce       | Be3      | Si12O30 | hypothetisches Endglied                                                                                                 |
| Oftedalit                                                                    | K  | □2   | Ca Sc       | Be3      | Si12O30 | K0.98 (Sc0.96Ca0.79Mn2+0.18Fe2+0.04) (Be2.91Al0.09) Si11.98 O30                                                         |
| Klöchit                                                                      | K  | □2   | Fe2+Fe3+    | Zn3      | Si12O30 | (K0,78Na0,22) (□1,67Na0,33) (Fe3+1,19Fe2+0,45Mn0,27Ca0,04Co0,02Ni0,01Mg0,01Ti0,01) (□0,25Zn2,63Fe2+0,10Li0,02)[Si12O30] |
| Fe-Klöchit                                                                   | K  | □2   | Fe2+Fe3+    | Fe2+3    | Si12O30 | hypothetisches Endglied                                                                                                 |
| Mg-Klöchit                                                                   | K  | □2   | MgFe3+      | Mg3      | Si12O30 | hypothetisches Endglied                                                                                                 |
|                                                                              | M+ | M+2  | M2+1,5M00,5 | M2+3     | M4+12   | |
| unbenannt                                                                    | K  | K2   | Mn2+1,5□0,5 | Zn3      | Si12O30 | K (K0,58Na0,42) (Mn2+1,5□0,5) Zn3 Si12O30                                                                               |
|                                                                              | M+ | M02  | M3+2        | M2+M+2   | M4+12   | |
| hypothetisches [A]M3+Zn2Li-Endglied                                          | K  | □2   | M3+2        | Zn2Li    | Si12O30 | |
|                                                                              | M+ | M+2  | M2+2        | M2+2 M+  | M4+12   | |
| Darapiosit                                                                   | K  | Na2  | Mn2+2       | Zn2Li    | Si12O30 | K(Na1,22K0,36□0,42)(Mn2+1,54Zr0,30Y0,23Mg0,03)(Li1,53Zn1,15Fe2+0,31) Si11,98O30                                         |
| Trisodium tetramagnesium lithium closo-30-oxododecasilicate (synthetisch)    | Na | Na2  | Mg2+2       | Mg2+2Li  | Si12O30 | NaNa2Mg2(Mg2Li)Si12O30                                                                                                  |
| Tripotassium tetramagnesium lithium closo-30-oxododecasilicate (synthetisch) | K  | K2   | Mg2+2       | Mg2+2Li  | Si12O30 | KK2Mg2(Mg2 Li)Si12O30                                                                                                   |
|                                                                              | M+ | M02  | M4+2        | M+3      | M4+12   | |
| Berezanskit                                                                  | K  | □2   | Ti4+2       | Li3      | Si12O30 | (K0,98Na0,06Ba0,01)(Ti1,94Nb0,04Fe0,02)(Li2,95Al0,02)Si11,99O30                                                         |
| Brannockit                                                                   | K  | □2   | Sn4+2       | Li3      | Si12O30 | (K,Na)Sn4+2Li3[Si12O30]                                                                                                 |
| Sogdianit                                                                    | K  | □2   | Zr4+2       | Li3      | Si12O30 | (K0,99Na0,01)(Zr4+1,98Hf0,02)Li2,97Si12O30                                                                              |
|                                                                              | M+ | M+2  | M3+2        | M+3      | M4+12   | |
| Aluminosugilith                                                              | K  | Na2  | Al3+2       | Li3      | Si12O30 | |
| Sugilith                                                                     | K  | Na2  | Fe3+2       | Li3      | Si12O30 | K1,001Na1,765(Fe3+1,124Al0,496Mn3+0,304)Li3,034Si12O30                                                                  |
| hypothetisches [A]Y3+[T2]Li-Endglied                                         | K  | Na2  | Y3+2        | Li3      | Si12O30 | |
| synthetisches [A]Cr3+[T2]Li-Endglied                                         | K  | Na2  | Cr3+2       | Li3      | Si12O30 | |

| Name                                          | C   | B2  | A2    | T23  | T112       | Zusammensetzung                                                                |
|                                               | M0  | M02 | M2+2  | M3+3 | M3+M4+11   |                                                                                |
| --------------------------------------------- | --- | --- | ----- | ---- | ---------- | ------------------------------------------------------------------------------ |
| synthetisches alkalifreies Endglied           | □   | □2  | Mg2   | Al3  | AlSi11O30  | □ □2 (Mg1,65 Al0,35) Al3 [Si10.4Al1,6]O30                                      |
|                                               | M+  | M02 | M2+2  | M3+3 | M3+2M4+10  |                                                                                |
| Osumilith                                     | K   | □2  | Fe2+2 | Al3  | Al2Si10O30 | (K0,65Na0,33Ca0,02) (Fe2+0,96Mg0,93Mn0,11) (Fe3+0,24Al2,63) (Al1,62Si10,34O30) |
| Osumilith-(Mg)                                | K   | □2  | Mg2   | Al3  | Al2Si10O30 | (K0.72Na0.03Ca0.01) (Mg1.97Mn0.04) (Al2,53Fe3+0.45) [Si10.32Al1,68]O30         |
| Yagiit                                        | Na  | □2  | Mg2   | Al3  | Al2Si10O30 | (Na0,70K0,30) (Na0,50) (Mg2,00) (Mg0,60Fe0,34Ti0,10Al1,96) (Si10,22Al1,78)O30  |
|                                               | M2+ | M02 | M2+2  | M3+3 | M3+3M4+9   |                                                                                |
| Armenit                                       | Ba  | □2  | Ca2   | Al3  | Al3Si9O30  | Ba0,991K0,029Na0,082Ca2,016Al5,864Si9,054O30 * 2H2O                            |
| synthetischer Ba-Osumilith                    | Ba  | □2  | Mg2   | Al3  | Al3Si9O30  |                                                                                |
| synthetischer Sr-Osumilith                    | Sr  | □2  | Mg2   | Al3  | Al3Si9O30  |                                                                                |
|                                               | M0  | M02 | M3+2  | M3+3 | M3+3M4+9   |                                                                                |
| hypothetisches alkalifreies Endglied          | □   | □2  | Al2   | Al3  | Al3Si9O30  | □ □2 Al2 Al3 [Si9Al3]O30                                                       |
|                                               | M+  | M+2 | M2+2  | M2+3 | M3+M4+11   |                                                                                |
| synthetische Phase aus Glasur eines Skarabäus | Na  | Na2 | Mg2   | Mg3  | AlSi11O30  | (K0,12Na0,88)(Na1,28□0,72)Mg2(Mg2,58Cu0,24Fe0,18)(Al0,6Si11,4)O30              |
|                                               | K   | Na2 | Mg2   | Mg3  | AlSi11O30  | hypothetisches Endglied                                                        |

### Einfache Substitutionen
Verbreitet sind in der Milaritgruppe Mischkristalle, die sich durch den Austausch von Kationen gleicher Ladung auf einer Gitterposition ergeben. So können sich auf der A- und T2-Position Mg, Fe2+ und Mn2+ gegenseitig ersetzen. Osumilith-Osumilith-(Mg)-Mischkristalle oder Zusammensetzungen zwischen Roedderit, Merrihueit und Klöchit beruhen hierauf.
Die Austauschbarkeit von Zr4+, Ti4+ und Sn4+ auf der A-Position führt zu Berezanskit-, Brannockit-, Sogdianit-Mischkristallen.
Darüber hinaus wurden einige Mischkristallreihen beschrieben, bei denen die Zusammensetzungen durch gekoppelten Austausch unterschiedlich geladener Kationen auf verschiedenen Positionen beschrieben wurden.

### Gekoppelte Substitutionen auf den[6]A- und[9]B-Positionen
B□ + AZr4+ = BNa + AFe3+: Aus den Geschieben des Darai-Pioz-Gletscher sind Sogdianit-Sugilith-Mischkristalle über den gesamten Zusammensetzungsbereich bekannt.
B□ + AMg = BNa + ANa: Diese Austauschreaktion beschreibt Roedderit-Eifelit-Mischkristalle aus den kontaktmetamorphen Xenolithen in den Leucit-Tephrit-Laven des Bellerberg-Vulkans in der Eifel, Deutschland.

### Gekoppelte Substitution auf den[4]T2- und[9]B-Positionen
BNa + T2Mg2+ = B□ + T2Fe3+: Diese Austauschreaktion liegt den Roedderit-Chayesit-Mischkristallen zugrunde, die exemplarisch aus den Lamproiten bei Cancarix, Albacete, Spanien, beschrieben wurden.
BNa + T2Be = B□ + T2Al: Diese Reaktion trägt wesentlich zu der Erhöhung der Be-Gehalte von Milarit auf Werte über 2 apfu bei.

### Gekoppelte Substitutionen auf den[4]T2- und[6]A-Positionen
ACa + T2Al = AY + T2Be: Diese Reaktion beschreibt die Milarit-Agakhanovit-Y-Mischkristallreihe. Sie führt zu einer Erhöhung der Be-Gehalte von Milarit und ist der wesentliche Mechanismus, über den Seltenerdelemente wie Yttrium (Y) in die Milaritstruktur eingebaut werden können.

### Gekoppelte Substitutionen mit Kationen auf der[12]C-Position
CK+ + T1Al3+ = C□ + T1Si4+: Dies ist eine der Reaktionen, über die die Besetzung der 12-fach koordinierten C-Position reduziert werden kann. Sie führt zu K-Gehalten unter 1 apfu und Si-Gehalten über 10 apfu in Osumilithen.
[C]K+ + [A]Mg2+ = [C]□ + [A]Al3+: Eine weitere Reaktionen, über die die Besetzung der 12-fach koordinierten C-Position reduziert werden kann. Sie führt ebenfalls zu K-Gehalten unter 1 apfu und Al-Gehalten über 5 apfu in Osumilithen.

## Verwendung
Natürliche Minerale der Milaritgruppe finden keine technische Verwendung. Lediglich Poudretteit wird zu Schmucksteinen geschliffen und als Rarität teuer gehandelt.
Synthetischer Ba-Osumilith ist Hauptbestandteil von Glaskeramiken, die bis zu sehr hohen Temperaturen (um 1300 °C) beansprucht werden können. Ba-Osumilith-Glaskeramiken haben einen niedrigen thermischen Ausdehnungskoeffizienten, reagieren nicht mit Siliciumcarbid (SiC) und können daher mit SiC-Fasern verstärkt werden. Interessant sind solche hochtemperaturfesten Werkstoffe z. B. für Bauteile in Düsentriebwerken. Wegen sehr günstiger dielektrischer Eigenschaften (sehr niedrige Dielektrizitätskonstante) werden Radar- und Mikrowellenstrahlung kaum absorbiert. Ba-Osumilith-Keramiken eignen sich daher gut für Antennenkuppeln z. B. an Flugzeugen.